# کنسرت نوبوناگا
کنسرت نوبوناگا (به ژاپنی: 信長協奏曲 コンツェルト Nobunaga Kontseruto) یک سری مانگا است که توسط آیومی ایشی نوشته شده‌است.

## داستان
این داستان دربارهٔ یک پسر دبیرستانی بنام سابورو است که سفر به زمان به دوره سنگوکو ژاپن بازمی‌گردد. او باید جایگزین و تبدیل به اودا نوبوناگا شود، نوبوناگا جنگ‌سالار مشهور است که در جهت اتحاد ژاپن کوشش می‌کند.